# 麥基 (足球運動員)
麥基（Jaimes Anthony McKee，音譯：占美斯·安東尼·麥基，1987年4月14日—），生於英格蘭伯明翰，退役英國裔香港足球運動員，司職前鋒，最後效力於香港超級聯賽球會東方龍獅，現為另一香港超級聯賽球會港會體能教練，並曾擔任香港U22助教，協助球隊競逐2023新加坡魚尾獅盃。

他球員時期是以速度見稱，兼擁有相當好球品及態度的球員，亦是香港大學運動科學系學士，曾經因為學業而暫停足球事業一年，但仍有為香港大學校隊上陣。

## 早年生活
麥基生於英國中部城市伯明翰，於2歲舉家移居杜拜及阿布扎比生活，他可以說是出生於體育世家，從小便接觸不同類型的運動，其母親在網球及高爾夫球方面非常出色，而爺爺法蘭克麥基在年輕時司職左中場，更曾效力伯明翰及基寧咸等當地著名球會，其父親則曾經效力英格蘭球會史篤城及西布朗的青年軍，於10歲時，麥基隨從事建築行業的父親舉家由杜拜移居香港，初來因為香港樓價太貴，所以其父母才選擇接近郊野公園的西貢村屋，而麥基不久便入讀英皇佐治五世學校，他於11歲開始對足球產生濃厚興趣，到14歲時更有機會代表香港板球代表隊，隨後年紀少少的他代表英皇佐治五世學校出戰學界賽事便光芒四射，為校隊主力，到16歲才接受正統足球訓練。

## 球會生涯

### 港會
2005年，17歲的麥基加盟當時在乙組聯賽角逐的業餘球會港會，展開球員生涯，即憑高速的特點取得很多入球，與隊友金寶及前香港隊前鋒羅倫士，同樣以23球並列乙組聯賽神射手首位，並協助港會取得乙組聯賽冠軍，得以重返甲組聯賽作賽，
在2006/07年度，甲組聯賽主場對南華的賽事中，麥基個人梅開二度協助港會爆冷以3–2擊敗該屆三冠得主南華，亦是港會戰後聯賽首次擊敗南華，雖然港會於2007年降班後，但麥基憑着其驚人速度獲得多間甲組球會垂青，最終他獲家人全力支持下，全職踢足球加盟傑志，繼續其甲組球員生涯，不過麥基加盟傑志初時，大部分時間屈居後備，上陣機會不多，期間麥基希望邊讀書邊踢足球，只是發覺無法兼顧，最終決定暫時放下足球事業，一年短暫離開球圈，並於2008年夏天成功入讀香港大學運動科學系一年級，期間為香港大學校隊上陣，到2009年，身為學生的麥基以兼職球員身份外借至丙組地區球會南區，總結效力傑志三季過得不算成功，只取得6個入球，直到2010年夏天，就讀於香港大學運動科學系三年級的麥基，重返再次升上甲組作賽的母會港會。

### 香港飛馬
2011年夏天，麥基以乙級一等榮譽學位完成香港大學運動科學系課程後，成為全職球員，加盟新界地區球會天水圍飛馬，並在10月7日對前球會傑志的高級銀牌首圈次回合，再度取得入球，協助飛馬兩回合計淘汰傑志出局，其後他再在10月23日以2–3僅負傑志的聯賽，成為在季內兩度對舊球會，都取得倒戈入球的球員，2011年10月，他放棄英國護照申請香港特區護照，希望為香港隊出戰國際級賽事，獲批超過1年時間後，直到2012年10月31日成功領取香港特區護照，
2013年1月18日，太陽飛馬於官方網站宣佈委任麥基為球隊隊長球季尾，麥基於2013年5月4日對標準流浪的聯賽大爆發，狂轟5球，帶領飛馬以8–2贏得球會最大勝仗，更以打破個人一場最多入球紀錄的五球，最终該賽季，麥基以16個入球壓過隨和富大埔降班的艾力士，成為該賽季聯賽的金靴獎得主，亦成為22季以來首位香港球員獲得此項殊榮。
2014年1月12日，麥基於對南華的高級組銀牌決賽，在開賽12分鐘，接應右路妙傳以凌空車身抽入世界波，但麥基在65分鐘單刀埋門卻告失機，最终飛馬以1–2僅負南華，約滿太陽飛馬後，麥基不只一次收到內地球會高薪邀請，更獲最少兩間中超球會垂青，其中中超球會貴州人和開價是當時人工兩倍，還未計每場數萬元的贏波獎金，但來回未夠半年，麥基就因不捨得離開家人及香港的生活，和認為以其現時的能力還不足以應付內地聯賽的原因，主動拒絕了，同日下午，太陽飛馬即於官方網站宣佈成功與麥基續約。
在2014/15球季初，麥基因拉傷大腿後肌及臀部等大小傷患困擾，一度缺陣數月然，而他於對東方的聯賽，復出即取得季內首個入球，助球隊踢和3–3，雖然當季在飛馬的入球數字大減，但該季唯一亮點，是他在2015年3月21日對南華的聯賽盃4強取得入球，但最終球隊仍以1–2僅負南華無緣決賽，到2015/16球季，麥基傷愈復出後的入球觸覺更勝，在2015年10月，由於香港飛馬隊長郭建邦涉嫌打假波被捕，亦被球隊停止其職務，故已效力飛馬五個球季的麥基獲教練奇雲邦特賞識，委任為球隊新隊長，隨後隊長麥基於2016年5月15日互射12碼以4–3擊敗元朗的足總盃決賽，終於捧得球員生涯中首座頂級賽事獎盃，其後他更於5月18日的菁英盃決賽，協助球會再次憑互射12碼總比數以4–2擊敗南華，相隔3天再次捧得其第二座頂級賽事獎盃，他當季因傷關係在球會只貢獻三個入球，總括效力飛馬共五個球季，並上陣77場聯賽取得33球總入球為49球。

### 東方龍獅
2016年6月，麥基為了出戰亞洲球會賽，毅然以自由身與東方簽約兩季，但由於東方季初經歷贊助商變，更球會更主動放棄亞冠盃分組賽參賽資格，而新加盟的麥基原可優先無條件解約，更不乏友會招手，但他強調沒有後悔加盟，幸好於2016年11日，由於取替東方參加亞冠盃分組賽的傑志並非上屆聯賽冠軍，不獲亞洲足球協會接納，所以香港足球總會決定推翻早前以傑志參賽的決定，並一致通過再提交聯賽冠軍東方龍獅參加分組賽，使麥基失而復得，達到其加盟的目標。
隨後，麥基於2016年9月16日以3–1擊敗季後賽冠軍傑志的2016香港賽馬會社區盃，取得加盟後的首個入球，捧起該季唯一一個錦標。他於該季不論在亞洲球會賽或本地賽亦進步明顯，期間在2017年2月首次參加亞洲球會賽，在整個亞冠盃分組賽多次用速度威脅對手，勤力之餘在護球能力亦大有改善，在第二場亞冠盃分組賽主場鬥川崎前鋒時，不止震驚香港球迷，連日韓傳媒都對他讚賞有加，更在對韓國球會水原三星藍翼賽前，獲對手教練徐正源大力稱讚及前韓國大國腳趙源熙點名為要留意的球員，他表示看過東方龍獅的比賽影片後，對麥基的印象較為深刻，連著名香港教練曾偉忠較早前旁述香港代表隊賽事時，都盛讚麥基的腳下功夫大有進步，但首次參賽的東方龍獅在亞冠盃分組賽最終以1和5負排小組最尾。總括全季連同亞冠盃，麥基共上陣30場，取得8個入球，交出7次助攻，與隊友洛迪古斯並列隊中助攻王，而在港超列強中排名第2。
在2018–19球季，麥基受傷患困擾，致該季上陣次數大減，只能取得13次上陣及1個入球。於2019年7月16日，麥基透過其社交平台宣佈正式退役，結束他長達十三年的職業足球生涯。

## 國際賽生涯
2011年12月6日，麥基首次入選香港足球代表隊球員名單參與第34屆省港盃，並在12月28日的首回合賽事，在88分鐘後備入替高梵，首次代表香港代表隊登場，直到2012年10月31日，麥基取得香港特區護照，能正式代表香港於國際賽上陣後，他在2012年11月14日友作客賽馬來西亞國家隊，首次為香港於A級國際賽上陣。
2014年1月1日，麥基在作客的第36屆省港盃次回合賽事，取得其香港代表隊生涯的第一球，隨後，他更在同年11月13日對北韓國家隊的東亞盃外圍賽，取得其首個國際賽入球外，更成為自1989年的巴貝利後，近年第二位在北韓身上取得入球的香港代表隊成員。
其後，麥基於2015年3月28日主場以1–0擊敗關島的國際友誼賽，取得在主場賽事的首個國際賽入球。他在2015年6月獲徵召入選香港代表隊參與2018年世界盃亞洲區外圍賽，其中在分組賽對不丹國家隊中梅開二度，再在兩鬥排名高香港60位的中國國家隊兩場比賽，都能打成平手0–0，兩場麥基均正選登場並打滿全場，其中在次循環對中國國家隊的港中大戰中，在上半場跳頂中楣彈出，得到廣受球迷讚賞，總結整個系列的世界盃外圍賽，麥基表現出色，上陣8場取得2個入球。
2016年6月3日，麥基於對勁旅越南的AYA銀行盃2016，首次擔任香港隊隊長，更即梅開二度助香港隊於法定時間追平2–2，但最終香港在互射12碼階段以3–4不敵越南，不過賽後隊長麥基獲球迷大讚，及獲教練金判坤以「My Best Player」形容麥基。

## 告別儀式
2019年7月麥基突然向外公布退役消息，結束14年足球生涯。這位自2012年起為港足披甲的球員，共為港隊於國際A級賽中上陣53場、射入12球，因勤奮的表現跟過人速度，被球迷冠以「小明」稱號，是近年港隊其中一位標誌人物。 麥基多次為港足球迷創造回憶，足總為表揚此子多年來的貢獻，於同年11月19日當晚對柬埔寨的世界盃外圍賽中場休息時間，為這位港足一代前鋒安排歡送儀式。足總印製4,000張寫有「#thanks Jamies Mckee 22」的打氣卡牌，免費向入場球迷派發；卡牌背後完整地紀錄麥基為港足於國際A級賽中各場賽事數據，極具收藏價值。
足總在大銀幕上播放麥基在港足多年的精華片段，這位前東方龍獅球員稍後在其啟蒙教練、前港足入籍兵基保手下接過特製紀念品，全場逾6000名球迷，此時也舉起手上的卡牌、並報上熱烈掌聲，正式歡送這位港足一代快翼。麥基在球場中心感受着這一切，不禁眼泛淚光，並感激各界對自己的支持，「很驚訝自己會有這樣的一日，多謝足總、家人、朋友跟教練，以及這麼多球迷一直以來無限量的支持，能夠在這麼看見你們真的很美妙。」

## 家庭生活
麥基一家都非常喜歡運動，母親自15歲便開始接觸高爾夫球，在其生涯曾經3度打出一桿入洞，而她於2004年加入香港高爾夫球總會，更於2012年成為女子隊隊長帶領香港女球手東征西討，期間她於2012年與當時首征大賽的陳芷澄並肩作戰，曾參加杜拜女子公開賽和香港女子公開賽等，更贏過清水灣鄉村俱樂部賽事女子公開組冠軍。
麥基父母熱愛周遊列國，亦非常支持兒子，每逢兒子有比賽都會到場觀戰，而他們在每場作客的世界盃外圍賽都會親身到當地捧場，不論是在政局不穩人身安全成疑的馬爾代夫，作客對中國和不丹等亦有隨隊，為了加強與隊友溝通，麥基修畢香港大學學位後找來補習導師，安排每週有兩至三晚，於夜間學校學習廣東話，更因此認識了同樣家住西貢兼一起報讀課程，在港出生的德籍女朋友Melissa。
麥基因經典IQ題「小明跑得好快」，而被網民形容為「麥小明」，他平日喜好到茶餐廳，食燒味飯，四寶飯和雲吞麵，飲凍檸茶。

## 國際賽事紀錄
- 僅列出國際A級比賽

| 上陣次數 | 時間           | 地點                            | 對手       | 比數             | 賽事性質                   | 入球 (累計) |
| -------- | -------------- | ------------------------------- | ---------- | ---------------- | -------------------------- | ----------- |
| 1        | 2012年11月14日 | 莎阿南 莎阿南體育場             | 马来西亚   | 1–1              | 國際友誼賽                 | 0 (0)       |
| 2        | 2012年12月1日  | 香港 旺角大球場                 | 關島       | 2–1              | 2013年東亞盃外圍賽第二圈   | 0 (0)       |
| 3        | 2012年12月3日  | 香港 旺角大球場                 |            | 0–1              | 2013年東亞盃外圍賽第二圈   | 0 (0)       |
| 4        | 2012年12月7日  | 香港 香港大球場                 | 中華臺北   | 2–0              | 2013年東亞盃外圍賽第二圈   | 0 (0)       |
| 5        | 2012年12月9日  | 香港 香港大球場                 |            | 0–4              | 2013年東亞盃外圍賽第二圈   | 0 (0)       |
| 6        | 2013年2月6日   | 塔什干 柏克塔哥體育場           |            | 0–0              | 2015亞洲盃外圍賽           | 0 (0)       |
| 7        | 2013年3月22日  | 香港 旺角大球場                 | 越南       | 1–0              | 2015亞洲盃外圍賽           | 0 (0)       |
| 8        | 2013年4月6日   | 香港 旺角大球場                 | 菲律賓     | 0–1              | 國際友誼賽                 | 0 (0)       |
| 9        | 2013年6月9日   | 仰光 蘇凡納體育場               | 緬甸       | 0–0              | 國際友誼賽                 | 0 (0)       |
| 10       | 2013年10月9日  | 香港 旺角大球場                 | 新加坡     | 1–0              | 國際友誼賽                 | 0 (0)       |
| 11       | 2013年10月15日 | 香港 香港大球場                 | 阿联酋     | 0–4              | 2015亞洲盃外圍賽           | 0 (0)       |
| 12       | 2013年11月15日 | 香港 香港大球場                 | 阿联酋     | 0–4              | 2015亞洲盃外圍賽           | 0 (0)       |
| 13       | 2013年11月19日 | 香港 香港大球場                 |            | 0–2              | 2015亞洲盃外圍賽           | 0 (0)       |
| 14       | 2014年3月5日   | 河內 美亭國家體育場             | 越南       | 1–3              | 2015亞洲盃外圍賽           | 0 (0)       |
| 15       | 2014年11月13日 | 台北 台北田徑場                 |            | 1–2              | 2015年東亞盃外圍賽第二圈   | 1 (1)       |
| 16       | 2014年11月16日 | 台北 台北田徑場                 | 中華臺北   | 1–0              | 2015年東亞盃外圍賽第二圈   | 0 (1)       |
| 17       | 2014年11月19日 | 台北 台北田徑場                 | 關島       | 0–0              | 2015年東亞盃外圍賽第二圈   | 0 (1)       |
| 18       | 2015年3月28日  | 香港 旺角大球場                 | 關島       | 1–0              | 國際友誼賽                 | 1 (2)       |
| 19       | 2015年6月6日   | 吉隆坡 武吉加里爾國家體育場     | 马来西亚   | 0–0              | 國際友誼賽                 | 0 (2)       |
| 20       | 2015年6月11日  | 香港 旺角大球場                 | 不丹       | 7–0              | 2018年世界盃外圍賽         | 2 (4)       |
| 21       | 2015年6月16日  | 香港 旺角大球場                 | 馬爾地夫   | 2–0              | 2018年世界盃外圍賽         | 0 (4)       |
| 22       | 2015年9月3日   | 深圳 寶安體育中心               | 中國       | 0–0              | 2018年世界盃外圍賽         | 0 (4)       |
| 23       | 2015年9月8日   | 香港 旺角大球場                 |            | 2–3              | 2018年世界盃外圍賽         | 0 (4)       |
| 24       | 2015年10月9日  | 曼谷 拉加曼加拉體育場           | 泰國       | 0–1              | 國際友誼賽                 | 0 (4)       |
| 25       | 2015年10月11日 | 廷布 不丹體育場                 | 不丹       | 1–0              | 2018年世界盃外圍賽         | 0 (4)       |
| 26       | 2015年11月7日  | 香港 旺角大球場                 | 緬甸       | 5–0              | 國際友誼賽                 | 2 (6)       |
| 27       | 2015年11月12日 | 馬累 國家足球體育場             | 馬爾地夫   | 1–0              | 2018年世界盃外圍賽         | 0 (6)       |
| 28       | 2015年11月17日 | 香港 旺角大球場                 | 中國       | 0–0              | 2018年世界盃外圍賽         | 0 (6)       |
| 29       | 2016年3月24日  | 多哈 賈西姆本哈馬德體育場       |            | 0–2              | 2018年世界盃外圍賽         | 0 (6)       |
| 30       | 2016年6月3日   | 緬甸 吉諦瑜杜烏拿體育場         | 越南       | 2–2 (十二碼 3–4) | AYA銀行盃2016              | 2 (8)       |
| 31       | 2016年6月6日   | 緬甸 吉諦瑜杜烏拿體育場         | 緬甸       | 0–3              | AYA銀行盃2016              | 0 (8)       |
| 32       | 2016年10月7日  | 柬埔寨 奧林匹克體育場           | 柬埔寨     | 2–0              | 國際友誼賽                 | 0 (8)       |
| 33       | 2016年10月11日 | 香港 旺角大球場                 | 新加坡     | 2–0              | 國際友誼賽                 | 0 (8)       |
| 34       | 2016年9月1日   | 香港 旺角大球場                 | 柬埔寨     | 4–2              | 國際友誼賽                 | 1 (9)       |
| 35       | 2016年11月6日  | 香港 旺角大球場                 | 關島       | 3–2              | 2017年東亞盃外圍賽         | 0 (9)       |
| 36       | 2016年11月9日  | 香港 旺角大球場                 | 中華臺北   | 4–2              | 2017年東亞盃外圍賽         | 0 (9)       |
| 37       | 2016年11月12日 | 香港 旺角大球場                 |            | 0–1              | 2017年東亞盃外圍賽         | 0 (9)       |
| 38       | 2017年3月23日  | 約旦 安曼國際體育場             | 约旦       | 0–4              | 國際友誼賽                 | 0 (9)       |
| 39       | 2017年3月28日  | 黎巴嫩 卡密拉夏蒙體育中心體育場 | 黎巴嫩     | 0–2              | 2019年亞洲盃外圍賽第三輪   | 0 (9)       |
| 40       | 2017年6月7日   | 香港 旺角大球場                 | 约旦       | 0–0              | 國際友誼賽                 | 0 (9)       |
| 41       | 2017年6月13日  | 香港 香港大球場                 |            | 1–1              | 2019年亞洲盃外圍賽第三輪   | 0 (9)       |
| 42       | 2017年8月31日  | 新加坡 惹蘭勿剎體育場           | 新加坡     | 1–1              | 國際友誼賽                 | 0 (9)       |
| 43       | 2017年9月5日   | 馬來西亞 漢惹拔體育場           | 马来西亚   | 1–0              | 2019年亞洲盃外圍賽第三輪   | 0 (9)       |
| 44       | 2017年10月10日 | 香港 香港大球場                 | 马来西亚   | 2–0              | 2019年亞洲盃外圍賽第三輪   | 1 (10)      |
| 45       | 2017年11月9日  | 香港 旺角大球場                 | 巴林       | 0–2              | 國際友誼賽                 | 0 (10)      |
| 46       | 2017年11月14日 | 香港 香港大球場                 | 黎巴嫩     | 0–1              | 2019年亞洲盃外圍賽第三輪   | 0 (10)      |
| 47       | 2018年3月27日  | 朝鮮 金日成競技場               |            | 0–2              | 2019年亞洲盃外圍賽第三輪   | 0 (10)      |
| 48       | 2018年10月11日 | 香港 旺角大球場                 | 泰國       | 0–1              | 國際友誼賽                 | 0 (10)      |
| 49       | 2018年10月16日 | 印尼 格羅拉蓬卡諾運動場         | 印度尼西亞 | 1–1              | 國際友誼賽                 | 0 (10)      |
| 50       | 2018年11月11日 | 臺灣 臺北田徑場                 | 中華臺北   | 2–1              | 2019年東亞足球錦標賽第二圈 | 1 (11)      |
| 51       | 2018年11月13日 | 臺灣 臺北田徑場                 |            | 0–0              | 2019年東亞足球錦標賽第二圈 | 0 (11)      |
| 52       | 2018年11月16日 | 臺灣 臺北田徑場                 | 蒙古国     | 5–1              | 2019年東亞足球錦標賽第二圈 | 1 (12)      |
| 53       | 2019年6月11日  | 香港 旺角大球場                 | 中華臺北   | 0–2              | 國際友誼賽                 | 0 (12)      |

## 榮譽
港會
- 香港乙組聯賽冠軍（2005–06季度）

香港飛馬
- 香港足總盃冠軍（2015–16季度）
- 香港菁英盃冠軍（2015–16季度）
- 香港聯賽盃亞軍（2011–12季度）
- 香港甲組聯賽亞軍（2011–12、2013–14季度）
- 香港足總盃亞軍（2011–12、2012–13季度）
- 香港高級組銀牌亞軍（2013–14季度）

東方龍獅
- 香港社區盃冠軍（2016年）
- 香港高級組銀牌亞軍（2016–17、2017–18季度）
- 香港季後附加賽冠軍（2016–17季度）

香港代表隊
- 省港盃冠軍（2012、2013年）

個人
- 香港乙組足球聯賽 神射手（2005–06季度）
- 香港聯賽盃 神射手（2011–12季度）
- 香港高級組銀牌 神射手（2006–07季度）
- 香港甲組足球聯賽 神射手（2012–13季度）

## 外部連結
- 香港足球總會網頁球員註冊資料（页面存档备份，存于）